# Områdesarkitekt
Områdesarkitekt är i Finland en arkitekt som tjänstgör som flera kommuners gemensamma expert på planläggning, styrning av byggandet och vård av kulturmiljön. Områdesarkitekten kan även ge invånarna rådgivning i byggnadslovsfrågor. Enligt markanvändnings- och bygglagen bör kommuner med mindre än 6 000 invånare arrangera den lokala planläggningen under koordinering av en områdesarkitekt. Kommunerna kan sinsemellan ingå avtal om områdesarkitektverksamhet och kan för detta beviljas statsstöd av miljöministeriet. År 2004 betjänades över 100 kommuner i Finland av områdesarkitekter.